# Euproctis panselena
Euproctis panselena är en fjärilsart som beskrevs av Collenette 1908. Euproctis panselena ingår i släktet Euproctis och familjen tofsspinnare. Inga underarter finns listade i Catalogue of Life.